# خاتم سحري

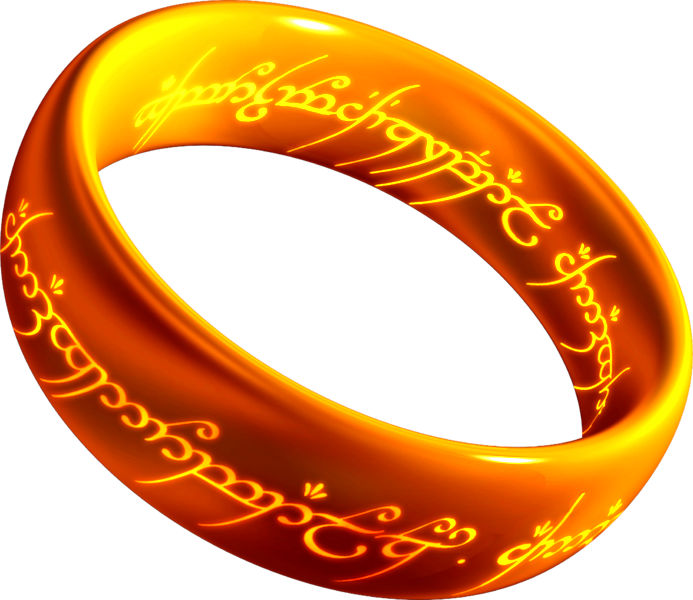
خاتم سحري.

الخاتم السحريّ هو قطعة مجوهرات خيالية يُزعم أن لها خصائص أو قوى خارقة للطبيعة. يظهر بشكل متكرر في الحكايات الخرافية والفنتازيا. وجدت الخواتم السحرية في تراث كل بلد كانت ترتدى فيه الخواتم.